# 寬嘴真小鯉
寬嘴真小鯉（學名：Cyprinella eurystoma）為輻鰭魚綱鯉形目雅羅魚科真小鯉屬的其中一種，分布於北美洲美國淡水流域，體長可達11公分，棲息在底中層水域，生活習性不明。

## 扩展阅读
維基物種上的相關：寬嘴真小鯉